# Cor-de-roure (Sant Joan de Montdarn)
Cor-de-roure (en alguns llocs escrit Corderoure) és una masia de Sant Joan de Montdarn, al municipi de Viver i Serrateix (Berguedà), inclosa en l'Inventari del Patrimoni Arquitectònic de Catalunya. Antigament havia estat un hostal. Es troba davant de l'església de Sant Joan de Montdarn, motiu pel qual aquesta església és coneguda també com a Sant Joan de Cor-de-roure.

## Descripció
La masia de Cor-de-roure és de planta rectangular i presenta la façana principal orientada al nord. El carener és paral·lel a la façana i la teulada a dues aigües. Correspon al tipus I d'estructura de masies clàssiques determinat per Josep Danés. La porta de mig punt no està situada al mig de la façana, sinó descentrada, i les finestres presenten, sobre la llinda, dues dovelles escairades. Els carreus de pedra donen testimoni de l'antiguitat d'aquesta masia.

## Història
El topònim Cor-de-roure apareix ja a l'Acta de Consagració de Sant Joan de Montdarn de l'any 922. L'abadessa Emma de Sant Joan de les Abadesses donà a l'església de Sant Joan de Montdarn, entre altres coses, la masia de Cor-de-roure amb el seu hort.
Situada en un lloc estratègic dels diferents camins cap al Llobregat i el Cardener, camins que de la muntanya anaven a Serrateix i Cardona, feu la tasca d'Hostal durant molts anys (segle xix i principis del segle XX).